# 루카 푸시
루카 푸시(이탈리아어: Luca Fusi [ˈluːka ˈfuːzi; ˈfuːsi][*], 1963년 6월 7일, 롬바르디아 주 레코 ~)는 이탈리아의 전직 프로 축구 선수로, 이후 아마추어 감독이 되었으며, 현역 시절에 미드필더와 수비수로 활약했다. 그는 현재 세콘다 디비시오네의 카스텔 리고네를 지도하고 있다.
그는 현역 시절 코모, 삼프도리아, 나폴리, 토리노, 그리고 유벤투스에서 활약했다. 그는 이탈리아 국가대표팀 경기에도 8번 출전했고, 유로 1988에 참가했다. 그는 현역 시절에 지능적이고, 근면하며, 전술적으로 다재다능하고 올곧은 선수로 알려졌고, 기술력 좋고 투지 있는 선수로, 최후방 수비수도 맡았는데, 그는 말년에 체력이 떨어졌을 때 플레이메이커로서의 역량을 살려 주로 이 역할을 맡았다.

## 클럽 경력
푸시는 코모에서 축구를 시작해 1986년부터 1988년까지 삼프도리아에서 활약했고, 제노바 연고 구단 소속으로 코파 이탈리아도 우승했다.
1988년, 그는 삼프도리아를 떠나 나폴리로 둥지를 옮겼고, 1989년에 UEFA컵을, 1990년에 세리에 A를 우승했다. 1990년 6월, 그는 나폴리를 떠나 토리노로 이적해 선수단의 중원을 책임졌다. 역설적이게도, 그가 토리노 시절에 득점한 딱 1골은 1992년 2월 16일에 나폴리 원정에서 문전 구역 밖에서 왼발로 차넣어 기록했다. 1993년에 코파 이탈리아를 한 번 더 우승하고 1992년 UEFA컵에서 준우승을 거둔 그는 지역 경쟁 구단인 유벤투스로 이적하여 1995년에 세리에 A를 우승하고, 개인 통산 3번째 코파 이탈리아를 들어올렸지만, 리피 감독이 지역 방어 체계로 전환하면서 최후방 수비수가 불필요해지면서 출전 기회가 줄어들었고, 시즌 내내 리그에서 10경기, 모든 대회 통틀어 18경기 출전하는데 그쳤다. 그는 1996년부터 1997년까지 스위스의 루가노에서 말년을 보내다 은퇴했다.

## 국가대표팀 경력
푸시는 1988년 3월 31일에 스플리트에서 열린 유고슬라비아전에서 루이지 데 아고스티니와 교체되어 들어가 이탈리아 국가대표팀 첫 경기를 치렀다. 그는 아첼리오 비치니 감독의 유로 1988에 참가할 이탈리아 선수단에 이름을 올렸지만, 준결승전에 오른 이 대회에서 본선 경기에 1경기도 출전하지 못했다. 푸시는 1988년부터 1992년까지 이탈리아 국가대표팀 경기에 총 8번 출전했다.

## 감독 경력
2007-08 시즌에 체세나에서 2시즌을 보낸 푸시는 4부 리그인 세리에 C2의 벨라리아 아제아의 감독을 역임했다.
2008년 6월, 그는 3부 리그인 프리마 디비시오네의 레알 마르차니세 감독으로 취임해 중위권으로 시즌을 마쳤다. 그는 폴리뇨의 감독으로 또다른 프리마 디비시오네의 감독을 역임했다. 2010년 4월 27일, 폴리노가 15위의 부진한 성적을 거두자, 푸시는 경질되고 후임으로 살바토레 메트레카노가 취임했다.
2013년 10월 23일, 푸시는 카스텔 리고네의 감독이 되었다.

## 수상

### 클럽
삼프도리아
- 코파 이탈리아: 1987–88

나폴리
- 세리에 A: 1989–90
- UEFA컵: 1988–89

토리노
- 미트로파컵: 1991
- 코파 이탈리아: 1992–93

유벤투스
- 세리에 A: 1994–95
- 코파 이탈리아: 1994–95
- 수페르코파 이탈리아나: 1995
- 챔피언스리그: 1995–96

개인
- 토리노 FC 명예의 전당: 2023[7]